# Тераса в Сент-Адресс
«Тераса в Сент-Адресс» (фр. Terrasse à Sainte-Adresse) — картина французького художника  Клода Моне, написана в 1867 році. Зберігається в музеї Метрополітен в Нью-Йорку.

## Історія створення
Картина написана в період скрути Моне, коли він був змушений залишити Париж і повернутися в батьківський будинок в Сент-Адрессі, селі в Нормандії в гирлі Сени, за чотири кілометри від Гавру. У 1866-1868 роках художник подовгу жив тут у своєї тітки мадам Лекадр. У червні 1867 року в листі своєму другові Базилю художник писав, що почав близько 20 полотен: «кілька морських пейзажів, кілька фігур та видів саду. Крім того, в числі марин я пишу парусні гонки в Гаврі, з великою кількістю публіки на березі». У той же час Моне були написані картини: «Пляж в Сент-Адресс», «Прогулянка по горбах в Сент-Адресс», «Регата в Сент-Адресс» та кілька інших.

## Сюжет
Композиція картини оригінальна - верхній ракурс і відсутність центру. На передньому плані в кріслі праворуч сидить батько художника Адольф. Трохи лівіше, спиною до глядача, під парасолькою влаштувалася жінка: це тітка Моне, мадам Лекадр, або сестра Моне, Софі. Перед ними, в компанії молодої людини, стоїть кузина художника Жанна Маргарита. Широкий простір моря усіяний вітрильниками всіляких розмірів. Разом з смугою неба, розділеного на хмарну і безхмарну частини, половину композиції займає сама тераса, на якій бачимо масу яскравих гладіолусів і настурцій, причому розмаїття барв посилюється двома злегка асиметрично розставленими прапорами по обидві сторони тераси.

## Стиль
У цей період Моне ще прагнув до суворої побудови картини: вона чітко прописана, ретельно вивірена по композиції і мало нагадує м'які, розмиті тони робіт художника більш пізнього періоду. Пензель Моне тут не настільки вільний, як в паризьких роботах: фігури, тераса і море справляють враження дивної застиглості і схематизму. Картина проілюструвала його експерименти з безліччю мерехтливих та яскравих природних кольорів, цураючись похмурих коричневих і чорних кольорів, властивих більш раннім традиціям пейзажу. Вперше Моне написав кольорові тіні та передав квіти за допомогою вільно кинутих, світних плям чистої фарби.
Ця картина також свідчить про вплив на живопис Моне східного мистецтва, яке поширилося у Франції у другій половині століття у зв'язку з початком колекціонування японської графіки. Художник був пристрасним шанувальником японського мистецтва. У японських ксилографіях він відкрив композиційні ефекти, які досягаються гострим ракурсом і драматичним обрізом композиції рамою. На схилі років він говорив правнуку Мортьє: «У японських художників ми на Заході оцінили насамперед ту сміливість, з якою вони ріжуть рамкою свої сюжети. Ці люди навчили нас нової композиції». «Терасу в Сент-Адресс» художник називав своєю «китайською картиною з прапорами».